# Myospila alpina
Myospila alpina este o specie de muște din genul Myospila, familia Muscidae. A fost descrisă pentru prima dată de Friedrich Georg Hendel în anul 1901. Conform Catalogue of Life specia Myospila alpina nu are subspecii cunoscute.